# Georg Lindemann

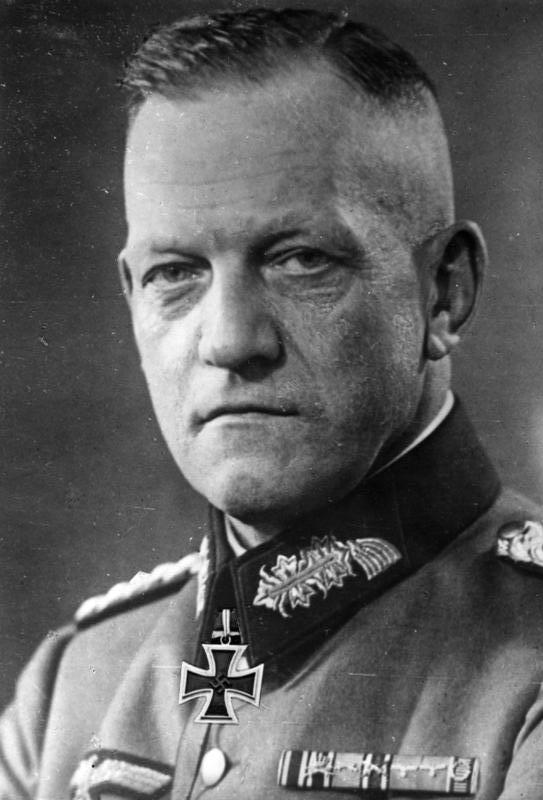
Georg Lindemann (Fotomontage. Das Ritterkreuz wurde 1940 einem früheren Foto hinzugefügt)

Georg Lindemann (* 8. März 1884 in Osterburg (Altmark); † 25. September 1963 in Freudenstadt) war ein deutscher Heeresoffizier (seit Juli 1942 Generaloberst). Als Offizier diente Lindemann während des Ersten Weltkrieges im preußischen Heer und machte, nachdem er kurzzeitig in einem Freikorps gedient hatte, Karriere in Reichswehr und Wehrmacht. Während des Zweiten Weltkrieges (1939–1945) befehligte Lindemann zunächst die 36. Infanterie-Division und das L. Armeekorps, bevor er 1942 die 18. Armee übernahm. Nachdem er Anfang Mai 1944 zum Oberbefehlshaber der Heeresgruppe Nord aufgestiegen war, wurde er wegen seiner Weigerung, die Besatzung des „festen Platzes“ Polozk zu opfern, von Adolf Hitler Anfang Juli 1944 entlassen. Das Kriegsende erlebte Lindemann als „Wehrmachtbefehlshaber Dänemark“, wo er noch im Mai 1945 für die Fortsetzung des „Endkampfes“ plädierte. Er führte die deutschen Besatzungstruppen in britische Gefangenschaft auf deutschem Boden. Er selbst kam in alliierte und anschließend in dänische Haft, aus der er 1948 entlassen wurde.

## Leben

### Jugend und Erster Weltkrieg
Beförderungen
- 26. Februar 1903 Fahnenjunker
- 18. Oktober 1903 Fähnrich
- 18. August 1904 Leutnant
- 18. August 1912 Oberleutnant
- 28. November 1914 Rittmeister
- 1. April 1926 Major
- 1. Februar 1931 Oberstleutnant
- 1. Juni 1933 Oberst
- 20. April 1936 Generalmajor
- 20. April 1938 Generalleutnant
- 1. November 1940 General der Kavallerie
- 5. Juli 1942 Generaloberst

Lindemann wurde am 8. März 1884 als Sohn des königlich-preußischen Landesgerichts- und Geheimen Justizrates Hermann Lindemann und dessen Ehefrau Elisbeth (geb. Placke) in Osterburg geboren. Er besuchte das Kaiser-Wilhelm-Gymnasium in Hannover und machte dort sein Abitur.
Nach dem Schulabschluss trat Lindemann am 26. Februar 1903 als Fahnenjunker in das Magdeburgische Dragoner-Regiment Nr. 6 in Mainz ein. Nachdem er dort bis in den Rang eines Oberleutnants aufgestiegen war, wurde er am 1. Oktober 1913 zum Jäger-Regiment zu Pferde Nr. 13 in Saarlouis versetzt. Ab dem 1. April 1914 war er zum Dienst in den Großen Generalstab in Berlin abkommandiert, obwohl er zuvor nicht, wie sonst üblich, die Kriegsakademie besucht hatte. Im Generalstab lernte er seinen späteren Vorgesetzten Georg von Küchler kennen, der gleichzeitig dorthin abkommandiert war. Lindemann heiratete 1907 Annemarie von der Osten, mit der er die Kinder Ernst (1908), Rosemarie (1910) und Erika (1912) hatte.
Wegen des Ausbruchs des Ersten Weltkrieges konnte Lindemann seine Ausbildung im Generalstab nicht beenden. Bei der Mobilmachung seines Regimentes kehrte er zu diesem zurück und wurde an der Westfront als Eskadronschef eingesetzt. Nachdem er hier Ende November 1914 zum Rittmeister befördert worden war, wechselte er zum 6. Dezember in den Generalstab des Korps Posen. Anschließend folgten Verwendungen im Generalstab des Garde-Reserve-Korps (3. Februar 1915), des Armeeoberkommandos 12 (7. Juni 1915) an der Ostfront, des Armeeoberkommandos 11 (29. Oktober 1915) auf dem Balkan, des VII. Reserve-Korps (31. März 1916) und des Armeeoberkommandos 1 (19. Juli 1916) an der Westfront. Am 12. Januar 1917 wurde Lindemann Generalstabschef der 220. Infanterie-Division, bis er am 16. Mai 1918 als Offizier von der Armee zur Verfügung der Heeresgruppe Kronprinz Rupprecht von Bayern versetzt wurde. Im August 1918 wurde er leicht verwundet. Am 2. September 1918 übernahm Lindemann erneut den Posten eines Stabschefs, diesmal bei der 200. Infanterie-Division. Während des Ersten Weltkrieges hatte Lindemann also nur kurzzeitig im direkten Fronteinsatz gestanden, aber trotz unvollendeter Stabsausbildung Dienst in verschiedenen Stäben geleistet.
Während des Krieges erhielt er am 9. September 1914 das Eiserne Kreuz der II. und am 28. Juli 1915 das der I. Klasse. Am 20. Mai 1917 wurde ihm zudem das Ritterkreuz des Königlichen Hausordens von Hohenzollern mit Schwertern verliehen.

### Revolutionszeit

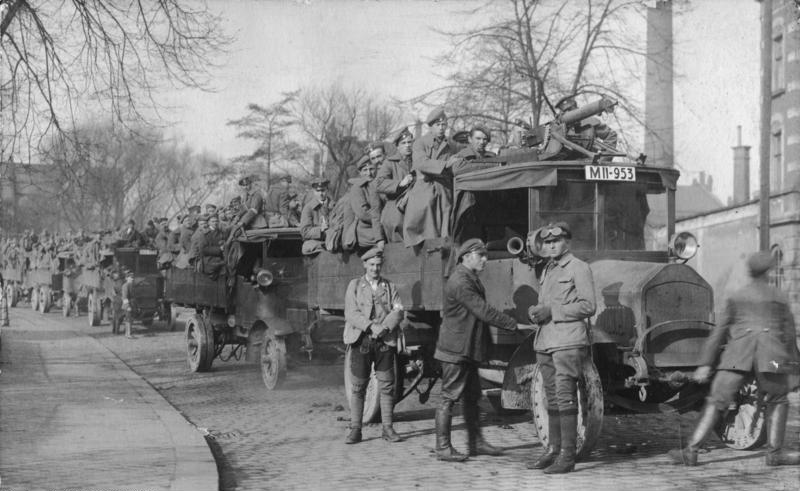
Freikorps in Bayern 1919

Das Jahr 1919 bedeutete für Lindemann einen schweren Einschnitt. Er resümierte in einem späteren Aufsatz: „Mit dem Sturz aller bis dahin für unumstößlich gehaltenen Begriffe der Staatsform, der nationalen Ehre und Würde, von Pflicht und Recht, von Anstand und Sitte zerbrach für den Offizier ein Weltbild.“ In der Überzeugung „das Reich, zunächst einmal als Reich in irgendeiner Form, vor dem Abgrund zu retten“ beteiligte er sich in diesem Jahr an der Niederschlagung kommunistischer Aufstände in München, Halle, dem Ruhrgebiet und Hamburg.
Bald nach der Unterzeichnung des Waffenstillstandes von Compiègne (11. November 1918) und dem Ausbruch der Novemberrevolution gelangte Lindemann am 10. Januar 1919 als Offizier der Armee z. b. V. zum Oberbefehlshaber Ost. Gleichzeitig gehörte er zum Generalstab des XXII. Reservekorps, das zum Grenzschutz Ost gehörte. Doch nur wenige Wochen darauf versetzte man ihn zurück in seinen Stammtruppenteil, das Jäger-Regiment zu Pferde Nr. 13, welches inzwischen in Colmar lag. Dies diente jedoch nur der Demobilisierung der Einheit, die kurz darauf aufgelöst werden sollte. Lindemann gelangte deshalb schon am 10. März 1919 als Eskadronschef zum Grenadier-Regiment zu Pferde Nr. 3. Fast gleichzeitig erfolgte am 23. März 1919 seine Kommandierung zur Garde-Kavallerie-Schützen-Division und damit auch zum Generalstab der Freiwilligen-Division von Lettow-Vorbeck. Mit diesem Verband nahm Lindemann Anfang Mai 1919 an der Niederschlagung der Münchner Räterepublik teil und marschierte mit ihm wegen der „Sülze-Unruhen“ am 1. Juli 1919 in Hamburg ein. Hier verließ Lindemann die Freikorps-Verbände. Im August 1919 wurde er als Generalstabsoffizier zum Garnisonsältesten in Hamburg, Altona und Wandsbek kommandiert. Gleichzeitig gehörte er ab dem 1. Oktober auch dem Wehrkreiskommando II an. Am 30. November 1919 erhielt er eine weitere Kommandierung, diesmal als Lehrer an der Infanterie-Schule in München.

### Karriere in Reichswehr und Wehrmacht

Eine Eskadron der Reichswehr im Jahre 1928

Lindemann wurde 1921 in die Reichswehr übernommen und zunächst auf seinem Posten als Lehrer belassen. Am 15. September 1922 übernahm er als Truppenoffizier die 2. Eskadron im Reiter-Regiment 7 in Breslau, bevor er am 1. März 1925 in den Stab der 2. Kavallerie-Division (ebenfalls in Breslau) wechselte. Hier erhielt er am 1. April 1926 die Beförderung zum Major. Dies war seit fast zwölf Jahren die erste Beförderung Lindemanns. Zwei Jahre später wurde er Lehrgangsleiter an der Kavallerieschule in Hannover. Nachdem Lindemann am 1. Februar 1931 zum Oberstleutnant aufgestiegen war, übernahm er am 1. Oktober des Jahres den Befehl über das Reiter-Regiment 13. In dieser Funktion wurde er am 1. Juni 1933 Oberst und am 1. Oktober 1934 Kommandeur der Kriegsschule Hannover. Am 20. April 1936 erhielt Lindemann die Beförderung zum Generalmajor und am 6. Oktober die Ernennung zum Kommandeur der 36. Infanterie-Division, welche gerade in Kaiserslautern neu aufgestellt wurde. Dem folgte am 1. April 1938 die Beförderung zum Generalleutnant.
In diesen Jahren betätigte sich Lindemann auch als Militärschriftsteller; er verfasste mehrere Aufsätze. Im Jahr 1936 erschien der Aufsatz Die staatserhaltende Kraft des deutschen Soldatentums im ersten Jahrgang der Militärwissenschaftlichen Rundschau. Darin sah er im Siebenjährigen Krieg (1756–1763) und der preußischen Niederlage von 1806/07 Beispiele dafür, dass allein der Durchhaltewille und das Ethos der Offiziere in Krisenzeiten einen Staat vor dem Zerfall retten können, wie dies auch von 1918 bis 1923 geschehen sei. Mit Zitaten aus Adolf Hitlers Mein Kampf sprach er in Bezug auf die Ereignisse der Novemberrevolution mehrfach von dem „drohenden Gespenst des Bolschewismus […] mit seinen unabsehbaren Folgen für unsere Kultur.“
In einem weiteren Aufsatz profilierte sich Lindemann als Verfechter des Bewegungskrieges. Allerdings wollte er dabei den motorisierten Truppen keine entscheidende Wirkung zugestehen. Er argumentierte, dass motorisierte Truppen in einem neuzeitlichen Krieg immer auf die motorisierten Truppen des Gegners stoßen würden und sie deshalb keine Neuerung in die operative Kriegführung bringen könnten. Auch Panzerwagen wären nach der Entwicklung von Panzerabwehrwaffen kaum mehr in der Lage, eigenständig eine gegnerische Stellung zu durchbrechen. Er plädierte deshalb dafür, die Panzer zur Unterstützung der Infanterie und nur taktisch einzusetzen, nicht aber operativ in größeren Verbänden. Diese Einstellung stieß auf die entschiedene Ablehnung von Generalmajor Heinz Guderian, dem Kommandeur der 2. Panzer-Division und „Schöpfer der deutschen Panzerwaffe“. Guderian antwortete noch im selben Jahr mit einem eigenen Text auf Lindemanns Aufsatz.

### Zweiter Weltkrieg

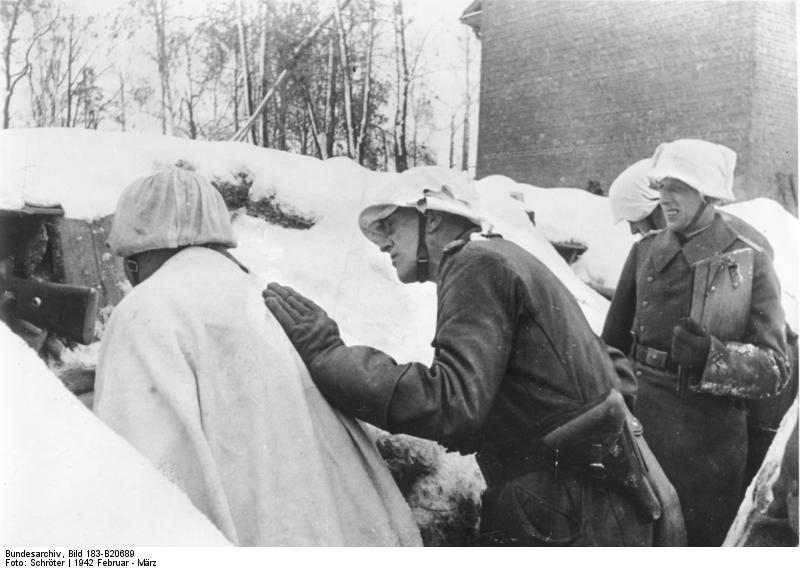
General Lindemann bei einem Frontbesuch (März 1942)

#### Divisionskommandeur und Kommandierender General eines Armeekorps
Bei Beginn des Zweiten Weltkrieges wurde auch die 36. Infanterie-Division mobilisiert. Sie wurde der 1. Armee (Generaloberst Erwin von Witzleben) unterstellt und während des Sitzkrieges, in welchem mit den gegenüberliegenden französischen Truppen nur wenige Berührungen stattfanden, an die Westgrenze in den Raum Mörsbach verlegt. Bei Beginn des Westfeldzuges am 10. Mai 1940 unterstand Lindemanns Division dem VII. Armeekorps (General der Infanterie Eugen von Schobert), das seinerseits dem Armeeoberkommando 16 des Generaloberst Ernst Busch angegliedert war. Schobert wie Busch waren beide im gleichen Dienstalter, möglicherweise sogar jünger als Lindemann und standen trotzdem bereits höher im Rang. Der Historiker Johannes Hürter urteilte: „Georg von Lindemann war […] nach wie vor nur Divisionskommandeur und hinkte gleichaltrigen Kameraden wie Busch oder Reichenau beträchtlich hinterher.“ Ab dem 14. Juni 1940 beteiligte sich die 36. Infanterie-Division am Durchbruch der Heeresgruppe C durch die französische Maginot-Linie. Für seine umsichtige Führung erhielt Lindemann am 5. August 1940 das Ritterkreuz des Eisernen Kreuzes verliehen.
Am 1. Oktober 1940 wurde Lindemann Kommandierender General des neu eingerichteten L. Armeekorps und einen Monat später in den Rang eines Generals der Kavallerie erhoben. Das L. Armeekorps wurde im Frühjahr 1941 nach Bulgarien verlegt und von dort aus unter dem Befehl der 12. Armee (Generalfeldmarschall Wilhelm List) vom 6. bis zum 23. April 1941 im Balkanfeldzug eingesetzt. Das Korps gehörte hier den größten Teil der Zeit zur Armee-Reserve und kam kaum ins Gefecht. Im Anschluss an den Balkanfeldzug wurde Lindemanns Generalkommando im Juni/Juli 1941 nach Ostpreußen in den Bereich der Heeresgruppe Nord (Generalfeldmarschall Ritter von Leeb) verlegt, um dort am Angriff auf die Sowjetunion teilzunehmen. Lindemanns Dienststelle war in die unmittelbare Vorbereitung zum Angriff nicht einbezogen gewesen. Er selbst gab später an, erst wenige Tage vor dem 22. Juni 1941 von dem geplanten „Unternehmen Barbarossa“ erfahren zu haben.
Das L. Armeekorps trat im Juli 1941 wieder unter den Befehl der 16. Armee und drang mit ihr an der Südflanke der Heeresgruppe Nord in Richtung Welikije Luki vor. Am 28. Juli 1941 wurde Lindemanns Korps kurzzeitig der 9. Armee der Heeresgruppe Mitte unterstellt. Am 2. August kam es zu erbitterten Kämpfen um die Höhen südwestlich von Welikije Luki, in deren Verlauf die 251. Infanterie-Division des L. Armeekorps schwere Verluste erlitt und hinter die Lowat ausweichen musste, nachdem ihr die Munition ausgegangen war. Lindemann wälzte die Schuld für den Fehlschlag auf den Kommandeur der Division Generalleutnant Hans Kratzert ab, der infolgedessen von seinem Posten enthoben wurde. Eine Untersuchung sprach Kratzert von jeglicher Schuld frei und setzte ihn als Höheren Artilleriekommandeur bei der 18. Armee wieder ein. Der Stabschef der 251. Infanterie-Division und spätere Leiter des Militärgeschichtlichen Forschungsamtes der Bundeswehr Major Hans Meier-Welcker schrieb über Lindemanns Führung am 5. August 1941 in einem Brief:

„Wir unterstehen seit einiger Zeit einer Kommandobehörde, die so ungünstig zusammengesetzt und deshalb unerfreulich ist, wie ich kaum je einen Stab erlebt habe. Dies verdirbt uns viel.“

Unter Führung des Panzergruppen-Kommandos 4 nahm Lindemanns L. Armeekorps im September 1941 am Vorstoß auf Leningrad teil. Einige Zeit lang war das Korps für den Einmarsch in Leningrad vorgesehen, wobei es eng mit der Einsatzgruppe A zusammenarbeiten sollte. Lindemann selbst sollte Stadtkommandant werden. Die Panzergruppe 4 wurde in der zweiten Septemberhälfte jedoch für die geplante Offensive gegen Moskau (→ Unternehmen Taifun) abgezogen. Lindemanns L. Armeekorps verblieb südlich von Puschkino und hielt die „Leningrader Blockade“ weiter aufrecht. Es unterstand dabei dem Befehl der 18. Armee unter Generaloberst Georg von Küchler, den Lindemann seit 1914 kannte.
Im Winter 1941/42 kam es während der Abwehr der sowjetischen Gegenoffensiven am Wolchow (→ Schlacht am Wolchow) und südlich des Ilmensees (→ Kesselschlacht von Demjansk) im Bereich der Heeresgruppe Nord zu einer Führungskrise. Am 17. Januar 1942 nahm Hitler den von Ritter von Leeb angebotenen Abschied an. An dessen Stelle übernahm Generaloberst von Küchler den Befehl über die Heeresgruppe Nord. Die Wahl eines neuen Oberbefehlshabers der 18. Armee fiel auf Georg Lindemann, der am 18. Januar 1942 diesen Posten antrat. Das Kommando über das L. Armeekorps übernahm dafür General der Kavallerie Philipp Kleffel.

#### Armee- und Heeresgruppenbefehlshaber

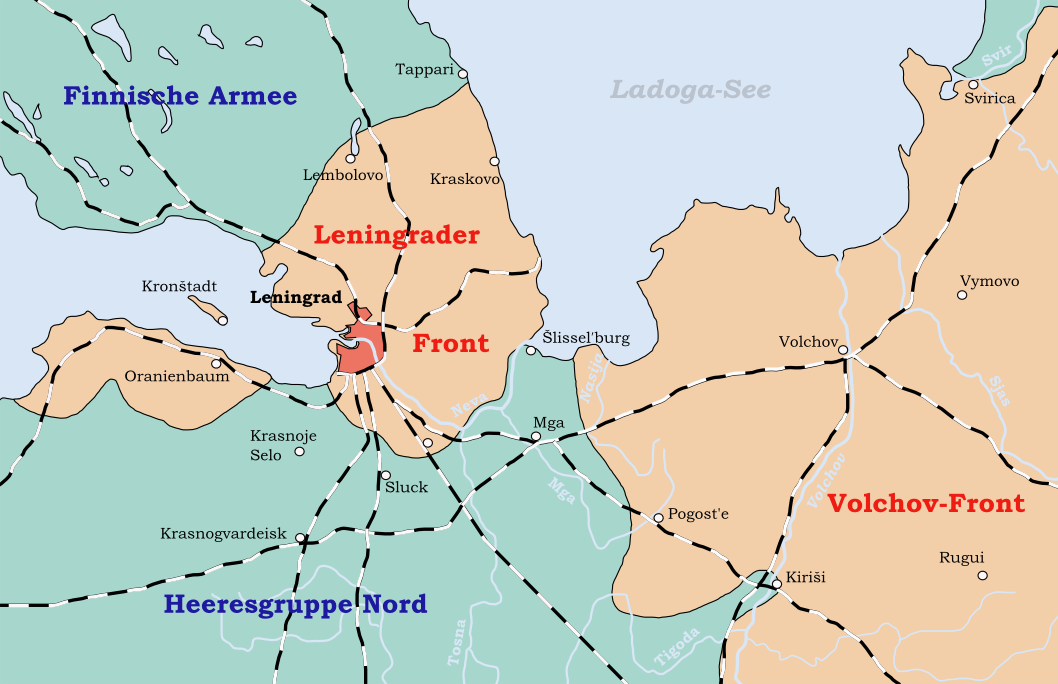
Kampfraum der 18. Armee (Mai 1942–Januar 1943)

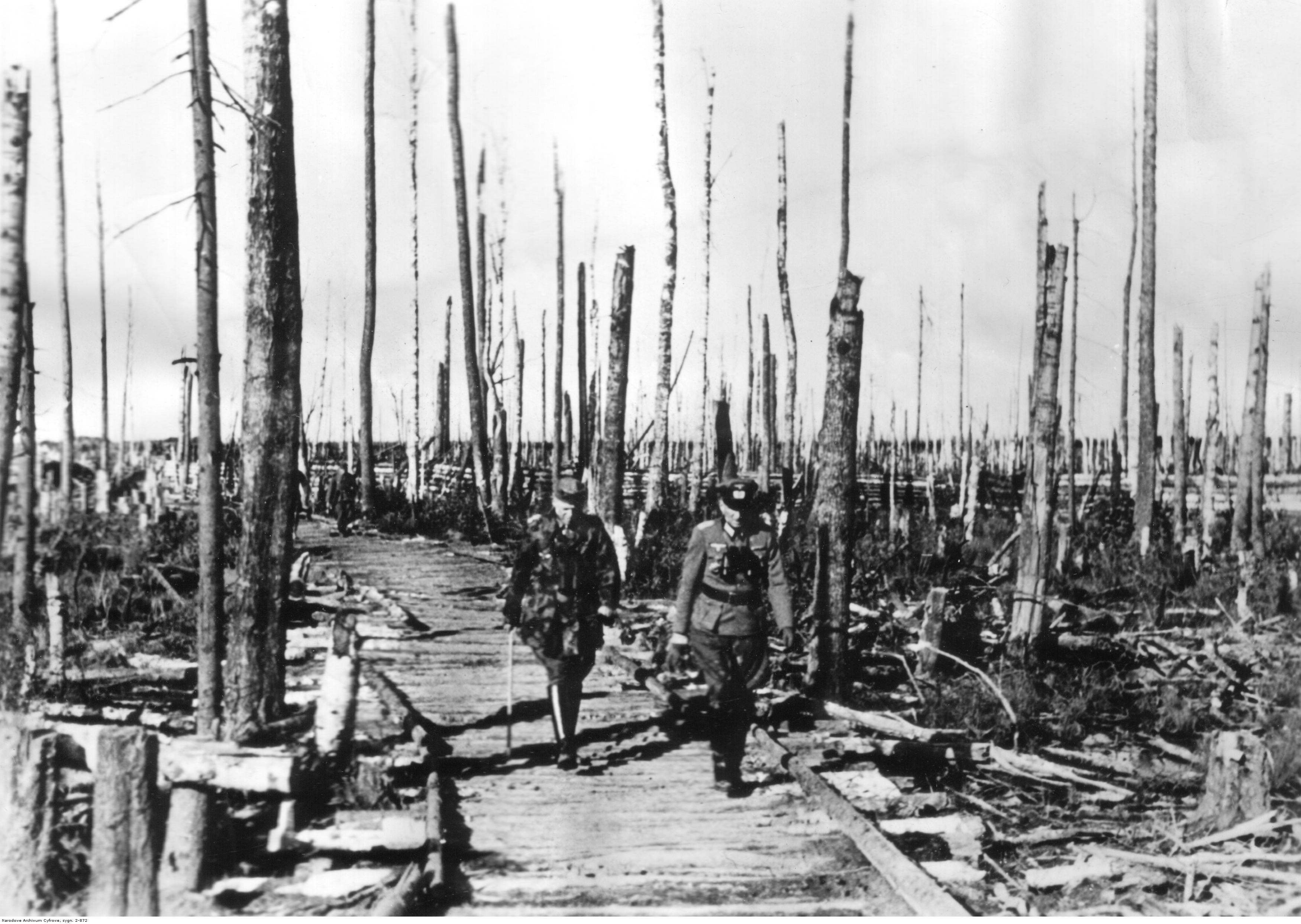
Lindemann (links) im Oktober 1943 auf einem Knüppeldamm am Ladogasee

Unter Lindemanns Führung gelang es der 18. Armee, die sowjetische 2. Stoßarmee am Wolchow einzuschließen und sie bis Ende Juni 1942 aufzureiben. Lindemann erhielt dafür am 5. Juli 1942 die Beförderung zum Generaloberst. In den folgenden Wochen wurden auf Weisung des Oberkommandos des Heeres (OKH) Teile der 11. Armee unter Generalfeldmarschall Erich von Manstein in den Bereich von Lindemanns Truppen verlegt. Ihr Auftrag bestand in der Einnahme Leningrads im Rahmen des „Unternehmens Nordlicht“. Als Ende August 1942 eine sowjetische Offensive zum Entsatz der Stadt im Bereich der 18. Armee begann (→ Erste Ladoga-Schlacht), beauftragte Hitler wiederum Manstein mit deren Abwehr. Manstein war „diese offenbare Zurücksetzung“ Lindemanns „etwas peinlich“, er nannte Lindemann „einen alten Bekannten aus dem Ersten Weltkrieg“. Im Herbst 1942 wurde das AOK 11 wieder abgezogen, weil das „Unternehmen Nordlicht“ auf unbestimmte Zeit verschoben worden war. Lindemann war nun wieder selbst dafür verantwortlich, die Blockade Leningrads aufrechtzuerhalten.

„Die Wiege der bolschewistischen Revolution, als Stadt Lenins, ist es die zweite Hauptstadt der Sowjets. Ihre Befreiung wird immer eines der wichtigsten Ziele der Bolschewiken bleiben. Für das Sowjetregime hätte eine Befreiung Leningrads die gleiche Bedeutung wie die Verteidigung Moskaus oder die Schlacht um Stalingrad.“

Im Januar 1943 gelang es Lindemann jedoch nur noch teilweise, eine weitere sowjetische Entsatzoffensive (→ Zweite Ladoga-Schlacht) abzuwehren. Der sowjetischen Leningrader und Wolchow-Front gelang es, die Blockade der Stadt am 18. Januar 1943 zu durchbrechen und einen schmalen Korridor zu gewinnen. Als sie im Sommer 1943 jedoch versuchten, diesen Erfolg auszuweiten (→ Dritte Ladoga-Schlacht), wurden sie von Lindemanns Verbänden abgewiesen. Für diesen Erfolg wurde ihm am 21. August 1943 das Eichenlaub zum Ritterkreuz verliehen.
Laut den amerikanischen Historikern Samuel W. Mitcham und Gene Mueller soll Generalfeldmarschall von Küchler in den folgenden Monaten die Rücknahme seiner Heeresgruppe beantragt haben. Der von Hitler um eine Stellungnahme hierzu gebetene Lindemann soll sich zuversichtlich geäußert haben, auch weitere Offensiven der Roten Armee abwehren zu können. Gleichwohl wurde dann der Heeresgruppe eine frühzeitige Absetzbewegung untersagt. Der sowjetischen Großoffensive im Januar 1944 (→ Leningrad-Nowgoroder Operation) konnte die 18. Armee allerdings kaum mehr etwas entgegensetzen. Nachdem ihre Stellung an den Flanken durchbrochen worden war, erhielt die Armee am 28. Januar endlich die Genehmigung zum Ausweichen an die Luga. Generaloberst Walter Model übernahm am 31. Januar 1944 die Führung der Heeresgruppe Nord. Er setzte bei Hitler die Entscheidung zum weiteren Rückzug in die ausgebaute „Panther-Stellung“ durch, den die 18. Armee ab dem 17. Februar antrat. Am 1. März 1944 machte sie in der neuen Stellung erneut Front. Der Zusammenbruch der Heeresgruppe war damit vorerst vermieden. Model wurde an die Spitze der Heeresgruppe Nordukraine versetzt. Sein Nachfolger im Oberbefehl der Heeresgruppe Nord wurde am 31. März 1944 Georg Lindemann. Zunächst wurde er nur mit der Führung der Heeresgruppe beauftragt, erst am 6. Mai 1944 ernannte man ihn offiziell zum Oberbefehlshaber.
Die Heeresgruppe war bei Lindemanns Befehlsübernahme den gegenüberliegenden Verbänden der Roten Armee weit unterlegen. Sie bestand nur noch aus 30 Infanteriedivisionen mit 110.248 Mann Gefechtsstärke, 30 Kampfpanzern und 206 Sturmgeschützen. Die sowjetische Überlegenheit wurde auf 8:1 geschätzt. Als die Rote Armee ihre erwartete Sommeroffensive (Operation Bagration) begann und schnell tiefe Einbrüche bei der benachbarten Heeresgruppe Mitte erzielte, riss die Verbindung zwischen den Heeresgruppen ab. Zwischen ihnen entstand eine mehr als 40 km breite Lücke, durch die sowjetische Verbände in Richtung der Ostsee vorstießen. Einzig der „Feste Platz“ Polozk konnte noch gehalten werden. Lindemann trat vehement für eine Aufgabe der Stadt und den Rückzug der gesamten Heeresgruppe Nord an die Düna ein. Durch die Räumung des Baltikums sollte die Front verkürzt und die frei werdenden Verbände für operative Gegenangriffe eingesetzt werden. Hitler verbot jedoch eine derartige Bewegung und befahl, Polozk zu halten und die ursprüngliche Lage durch einen Gegenangriff wiederherzustellen. Lindemann bot daraufhin seinen Rücktritt an, der jedoch nicht gewährt wurde. Für den befohlenen Gegenangriff konnten nur zwei Divisionen mit acht Bataillonen und 44 Sturmgeschützen bereitgestellt werden, die 60 km durch zwei sowjetische Armeen vorstoßen sollten. Der Angriff südlich von Polozk begann am 2. Juli und war erfolglos. Gleichzeitig wurde die Lage dadurch verschlechtert, dass die sowjetische 4. Stoßarmee nördlich von Polozk einen tiefen Einbruch erzielte und drohte, die gesamte deutsche Gruppierung einzuschließen. Lindemann befahl daher eigenmächtig den Abbruch des Gegenangriffs und beantragte zudem die Räumung der Stadt, die auch genehmigt wurde, worauf Hitler sein Rücktrittsangebot schließlich annahm. Am 4. Juli 1944 übergab er den Befehl über die Heeresgruppe Nord an General der Infanterie Johannes Frießner. Durch sein eigenmächtiges Handeln bewahrte Lindemann nach Einschätzung des Militärhistorikers Karl-Heinz Frieser seine „Truppen vor einer Katastrophe“.

#### Wehrmachtbefehlshaber in Dänemark

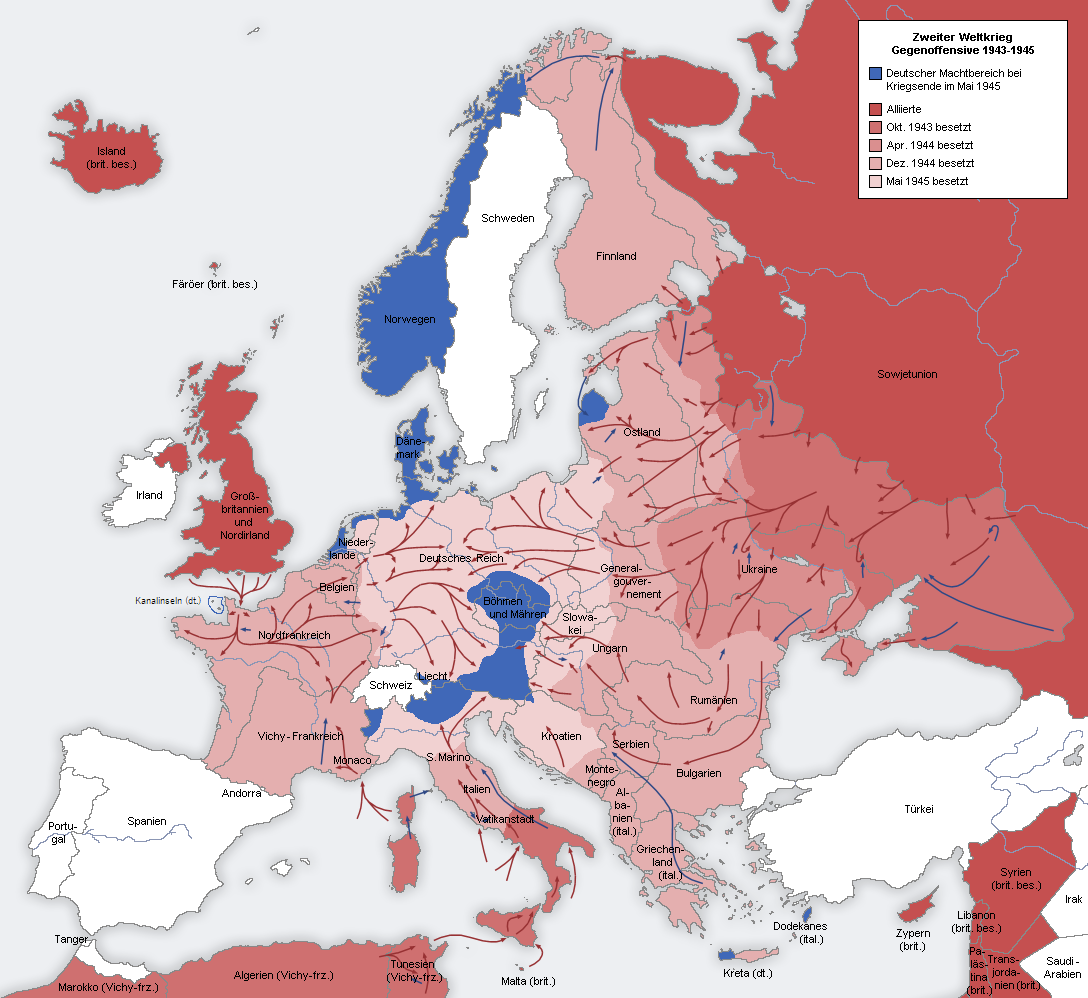
Verbliebener deutscher Machtbereich im Mai 1945 (blau)

Die folgenden Monate verbrachte Lindemann ohne weitere Verwendung in der Führerreserve. Er heiratete in dieser Zeit Maria Woller. Am 27. Januar 1945 wurde Lindemann als „Wehrmachtbefehlshaber Dänemark“ eingesetzt, um hauptsächlich verfügbare militärische Ressourcen für den „Endkampf“ zu mobilisieren. Die deutsche Besatzungsmacht in Dänemark wurde zugunsten der Westfront weitgehend ausgedünnt, bis sie im Ernstfall nicht einmal mehr größere Städte wie Kopenhagen hätte verteidigen können. Lindemann konzentrierte sich nun auf die Vorbereitung von „Riegelstellungen“ am Großen und Kleinen Belt.
Am 26. Februar 1945 explodierte unter einem Eisenbahnzug, mit dem Lindemann in Dänemark unterwegs war, eine Bombe. Einige Menschen starben, Lindemann blieb unverletzt. Sein Schlafwagen entgleiste durch die Explosion.
Als sich das Ende des Krieges abzeichnete, beurteilte Lindemann gegenüber dem Nachfolger Hitlers und neuen Regierungschef Großadmiral Karl Dönitz die Verteidigung Dänemarks als aussichtslos. In einer Lagebesprechung zwischen den deutschen zivilen und militärischen Spitzen der Besatzungstruppen von Dänemark und Norwegen mit der letzten Reichsregierung am 3. Mai 1945 im Sonderbereich Mürwik war Lindemann dann jedoch, ähnlich wie Generalfeldmarschall Wilhelm Keitel, Generaloberst Alfred Jodl und der Wehrmachtbefehlshaber Norwegen Franz Böhme, der Idee eines letzten „Endkampfes“ nicht abgeneigt. Noch nach Hitlers Suizid wollte Lindemann die „letzte anständige Schlacht dieses Krieges“ schlagen. Dönitz lehnte dies ab und so kam es am 4. Mai bei Lüneburg-Wendisch Evern zur Teilkapitulation der Wehrmacht für Nordwestdeutschland, Dänemark und die Niederlande. Lindemann konnte sich auch nicht mit seiner Forderung durchsetzen, den Hitlergruß beizubehalten.
Als das Gerücht aufkam, der Reichsbevollmächtigte in Dänemark, SS-Obergruppenführer Werner Best, habe sich unter den Schutz der dänischen Freiheitsbewegung gestellt, meldete Lindemann an Dönitz, dass er Best „als Verräter […] standrechtlich erschießen lassen“ wolle. Der Großadmiral erlaubte allerdings lediglich dessen Verhaftung. Das Gerücht erwies sich als falsch, und Werner Best wurde nicht verhaftet. Dönitz forderte Lindemann sogar auf, mit den britischen Verbänden zu kooperieren. Der britische Feldmarschall Bernard L. Montgomery verlangte den Abzug aller deutschen Truppen aus Dänemark mit Ausnahme von Flüchtlingen, Verwundeten, Kranken und ausländischen Hilfskräften. Daraufhin wurde aus den deutschen Verbänden am 6. Mai 1945 die „Armeegruppe Lindemann“ formiert und dem Oberbefehlshaber Nordwest Generalfeldmarschall Ernst Busch unterstellt. Lindemann koordinierte die Einzelheiten der geplanten Rückführung der militärischen Verbände in den folgenden Tagen mit dem britischen General Richard Dewing. Beim Abzug kam es zu Übergriffen dänischer Zivilisten und britischer Soldaten auf Wehrmachtangehörige, gegen die Lindemann scharf protestierte. Der Historiker John Zimmermann schrieb 2006 dazu, Lindemann habe nur Tage vorher seine Soldaten in einem sinnlosen „Endkampf“ verheizen wollen; Lindemanns Verhalten sei entweder ein Zeichen „besonderer Naivität oder Schamlosigkeit“ gewesen.

### Nachkriegszeit
Während der Rückführung seiner Verbände blieb Lindemann in seinem Hauptquartier im dänischen Silkeborg auf freiem Fuß; er wurde am 6. Juni 1945 von britischen Truppen gefangen gesetzt. Aus der Haft wurde er am 21. Juli 1947 entlassen. In dieser Zeit sagte er mehrmals bei Befragungen für die Nürnberger Prozesse aus. Er selbst wurde nicht angeklagt. Am 26. September des Jahres wurde er jedoch erneut festgenommen und an Dänemark ausgeliefert, um dort angeklagt werden zu können. Es kam jedoch keine Anklage zustande. Lindemann wurde am 15. Mai 1948 aus der dänischen Kriegsgefangenschaft entlassen. Danach lebte er zurückgezogen in Freudenstadt, wo er 1963 starb.
Nach eigener Aussage hatte Lindemann im Krieg gegen die Sowjetunion den berüchtigten „Kommissarbefehl“ nicht an seine Untergebenen weitergeleitet. In einer Befragung im Zuge der Nürnberger Prozesse erklärte er: „Befehl ist Befehl, aber trotzdem haben die älteren Führer nicht jeden Befehl ausgeführt, und ich gehörte auch dazu.“ Ähnlich verhielt er sich nach eigener Aussage später auch im Hinblick auf den „Kriegsgerichtsbarkeitserlass“ vom 13. Mai 1941, der den Verfolgungszwang gegen Wehrmachtangehörige wegen Straftaten gegen die Zivilbevölkerung aufhob. Als Oberbefehlshaber der 18. Armee bestätigte er gegen deutsche Soldaten verhängte Todesurteile. In einem Fall betraf dies einen Feldpostsekretär, der ein russisches Mädchen getötet hatte, in einem anderen einen Gefreiten, der einen russischen Mann getötet hatte, weil dieser gegen die Beziehung seiner Schwester zu dem deutschen Soldaten gewesen war.
Charles Whiting beschrieb Lindemann dennoch als „glühenden Nazi“ (“a fervent Nazi”). Richard Brett-Smith hielt dem entgegen, Lindemann habe im Sommer 1942 selbst in Streit mit dem Reichssicherheitshauptamt der SS gelegen, weil er sich über Gefangenenerschießungen durch die 2. SS-Infanterie-Brigade beklagt hatte. Er sehe deshalb keinen Beweis für die Behauptung, Lindemann sei ein Nazi gewesen. Lindemann selbst versicherte 1948 bei einer Aussage, er habe NSDAP-Parteiführern zu verstehen gegeben: „Ich mische mich nicht in die politischen Belange der Partei, mischen Sie sich nicht in meine militärischen Belange, sonst werde ich feindlich.“  Der ehemalige Luftwaffengeneral Herbert Rieckhoff äußerte 1945: „War man z. B. am Tisch des Generaloberst Georg Lindemann von der 18. Armee zu Gast, so war bei strenger Auffassung beinahe jedes Wort Hochverrat, sobald über die ›höhere Führung‹ gesprochen wurde.“
Später versuchten Samuel W. Mitcham und Gene Mueller Beweise für Lindemanns positive Einstellung zum Nationalsozialismus darzulegen. Sie erklärten, dass nur Lindemanns „nazifreundliche Einstellung“ (“pro-Nazi attitude”) seine Ernennung zum Befehlshaber der 18. Armee erklären könne, denn er habe sonst nichts getan, um sich besonders auszuzeichnen. Tatsächlich waren von den drei anderen Korpskommandeuren der Armee zwei (General der Artillerie Albert Wodrig und General der Infanterie Kuno-Hans von Both) rangälter als Lindemann und der dritte (General der Infanterie Mauritz von Wiktorin) wenigstens ranggleich gewesen. Außerdem hatte Lindemann im Herbst 1943 von Hitler eine stattliche Zuwendung von 200.000 Reichsmark erhalten.